# Jonge Wuitens VV Hamme
Jonge Wuitens VV was een Belgische voetbalclub uit Hamme. De club sloot in 1957 aan bij de KBVB met stamnummer 6074.
In 1972 fuseerde de club met KFC Vigor Hamme tot KFC Vigor Wuitens Hamme.

## Geschiedenis
De club speelde werd in 1953 opgericht in het Jongenspatronaat, werd in 1958 een onafhankelijke vereniging en sloot in 1957 aan bij de KBVB. Het eerste seizoen was de club nog in het corporatief voetbal actief, maar vanaf het tweede seizoen ging men aan de slag in provinciale afdelingen.
De naam van de club verwijst naar de legende van de pratende Vlaamse gaai die door de Vikingen werd meegenomen en pas weer sprak toen hij terug in Hamme was.
Na een aantal jaren in Derde Provinciale, tot 1969 de laagste reeks in provinciale afdelingen, werd Jonge Wuitens kampioen in Derde Provinciale in 1964 en promoveerde naar Tweede Provinciale.
Vijf jaar later, in 1969, werd de club ook in deze reeks kampioen en promoveerde naar Eerste Provinciale, daar werd men laatste en degradeerde weer naar Tweede Provinciale. Daar zou de club nog twee seizoenen spelen met knappe eindrangschikkingen tot men fuseerde met KFC Vigor Hamme in 1972 en men verder speelde onder het stamnummer van die club.